# Capolinea (Banco del Mutuo Soccorso)
Capolinea è un album dal vivo del gruppo musicale Banco del Mutuo Soccorso, registrato nel jazz club milanese Capolinea. Il disco è l'ultimo del gruppo ad essere stato pubblicato dalla Dischi Ricordi, nel 1980.

## Tracce
Lato A
1. Il ragno – 5:35 (Vittorio Nocenzi, Francesco Di Giacomo, Vittorio Nocenzi)
2. Canto di primavera – 4:45 (Francesco Di Giacomo, Gianni e Vittorio Nocenzi)
3. 750.000 anni fa...l'amore – 4:20 (Vittorio Nocenzi, Francesco Di Giacomo, Vittorio Nocenzi)
4. Capolinea (Parte 1) – 4:00 (Gianni e Vittorio Nocenzi)

Lato B
1. Capolinea (Parte 2) – 2:00 (Gianni e Vittorio Nocenzi)
2. R.I.P. – 5:35 (Vittorio Nocenzi, Francesco Di Giacomo, Vittorio Nocenzi)
3. Garofano rosso – 4:40 (Vittorio Nocenzi)
4. Non mi rompete – 6:40 (Vittorio Nocenzi, Francesco Di Giacomo, Vittorio Nocenzi)

## Formazione
Gruppo
- Francesco Di Giacomo - voce
- Gianni Nocenzi - pianoforte elettrico, sintetizzatore
- Vittorio Nocenzi - sintetizzatore, voce
- Rodolfo Maltese - chitarra elettrica, chitarra acustica, voce
- Gianni Colajacomo - basso, chitarra acustica, voce
- Pierluigi Calderoni - batteria, piatti, percussioni

Altri musicisti
- Beppe Cantarelli - chitarra elettrica (brani: Il ragno, R.I.P. e Garofano rosso), chitarra acustica (brano: Non mi rompete), arrangiamenti (brani: Il ragno, R.I.P. e Garofano rosso)
- Dino D'Autorio - basso (brani: 750.000 anni fa...l'amore e R.I.P.)
- Karl Potter - percussioni

Note aggiuntive
- Banco del Mutuo Soccorso - arrangiamenti, produzione, missaggio
- Luigi Mantovani - produzione, missaggio
- Gianni Prudente - tecnico del suono, missaggio
- Paolo Logli - assistente tecnico del suono
- Romano Lombardi - organizzazione tecnica per le registrazioni
- Paride Barduzzi - assistente organizzazione tecnica per le registrazioni
- Renato Gardalo, Sandro Starita, Mauro Del Mastro, Gianni Manini e Sandro Mannelli - staff tecnico della tournée[1]